# Riksbron
Le Riksbron  (suédois : Pont national) est un pont en arc de 44 m de long situé dans le centre de Stockholm en Suède.
Il joint le quartier de Norrmalm à l'île de Helgeandsholmen. Il tient son nom du fait que de nombreux sites d'importance nationale se trouvent à proximité du site, dont le Riksdag (parlement), le Rosenbad et la Maison Sager, résidence du premier ministre.

## Traduction
- (en) Cet article est partiellement ou en totalité issu de l’article de Wikipédia en anglais intitulé « Riksbron » (voir la liste des auteurs).